# أنتوني ليونارد هاريس
أنتوني ليونارد هاريس (بالإنجليزية: Anthony Leonard Harris)‏ هو جيولوجي بريطاني، ولد في 1935.